# Ernest Cronier
Pour les articles homonymes, voir Cronier.
Ernest Cronier, né le 5 juillet 1840 à Nantes et mort le 27 août 1905 à Paris, est un ingénieur français des Ponts et chaussés et directeur de raffinerie devenu président directeur général des sucreries Say à la suite du décès du successeur en titre, Henry Say, petit-fils de Louis Say, en 1899, dont il fut également l'exécuteur testamentaire.
Impliqué dans une première affaire d'escroquerie dite Des mines d'or en 1897, il est surtout soupçonné, avec l'Anglais Sir Ernest Cassel et le directeur du Printemps Jules Jaluzot, d'avoir provoqué le Corner de 1905 sur le sucre égyptien.
À la suite de la médiatisation de cette affaire, Ernest Cronier se suicide par arme à feu à son domicile le 27 août 1905.